# پاسکوال اروسکو
پاسکوال اروسکو واسکس (به اسپانیایی:Pascual Orozco Vazquez) (زادروز ۲۸ ژانویه ۱۸۸۲ - مرگ ۳۰ اوت ۱۹۱۵ میلادی) رهبر انقلابی مکزیکی بود که پس از پیروزی انقلاب مکزیک، علیه فرانسیسکو مادرو شورش کرد و کودتای ویکتوریانو اوارتا و دولت تحمیلی او را به رسمیت شناخت.
اروسکو در تاریخ ۲۷ ژوئن ۱۹۱۵ میلادی وقتی با قطار از نیویورک به ال پاسو سفر می‌کرد، که احتمالاً برای کمک به ویکتوریانو اوارتا برای به دست آوردن مجدد قدرت و ریاست جمهوری از طریق کودتا در مکزیک بود، همراه ویکتوریانو اوارتا در منطقه نیومن، تگزاس (۴۰ کیلومتری شهر ال پاسو) به اتهام نقض قوانین بی‌طرفی آمریکا بازداشت شد. او مدتی در بازداشت خانگی به‌سر برد.
بعد از مدتی اروسکو موفق به فرار از بازداشت خانگی شد و به سوی مکزیک حرکت کرد؛ و در نهایت در تاریخ ۳۰ اوت سال ۱۹۱۵ میلادی در حالی‌که در راه برگشت به مکزیک بود در تگزاس کشته شد.
در جریان کشته شدن او، ۴۰ آمریکایی در درگیری شرکت داشتند و داستان‌های متفاوتی وجود دارد. در نهایت در تاریخ ۷ اکتبر همان سال دادرسی محلی برای ۴۰ آمریکایی آغاز شد اما دادگاه همهٔ آنان را بیگناه از همهٔ اتهامات دانست.

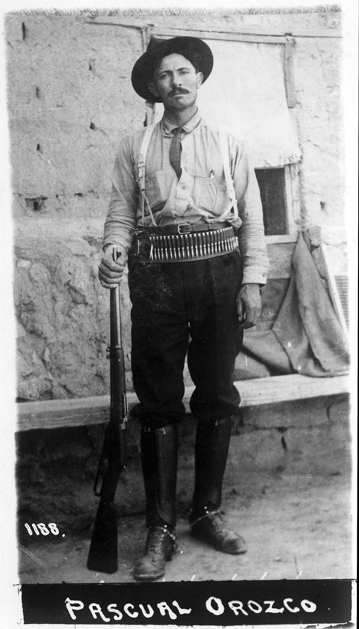

در ۳ سپتامبر ۱۹۱۵ میلادی اروسکو در ال پاسو، تگزاس، به خواسته همسرش در گورستان کونکوردیا به خاک سپرده شد. او با اونیفورم مکزیکی کامل ژنرالی خود و با پرچم مکزیک بر رویی تابوت خود، در مقابل سه هزار نفر از پیروان خود به خاک سپرده شد. در سال ۱۹۲۳ میلادی تابوت او، به زادگاه خود در ایالت چیئوائوا بازگردانده شدند.

## زندگی شخصی
پاسکوال جونیور با رفوجیو فریاس ازدواج کرد و جوانی خود را وقف حمل و نقل فلزات گرانبها بین شرکت‌های معدنی این ایالت کرد. او همچنین عموی ماکسیمیانو مارکز اوروزکو بود، که به عنوان سرهنگ در ارتش ویلیستا در انقلاب مکزیک شرکت داشت. او در سالهای اولیه قرن بیستم جذب ایده‌های برادران فلورس مگون شد و در سال ۱۹۰۹ در مقابل وقوع قریب‌الوقوع انقلاب مکزیک. واردات جنگ‌افزار از ایالات متحده را آغاز کرد.

## انقلابی‌شدن

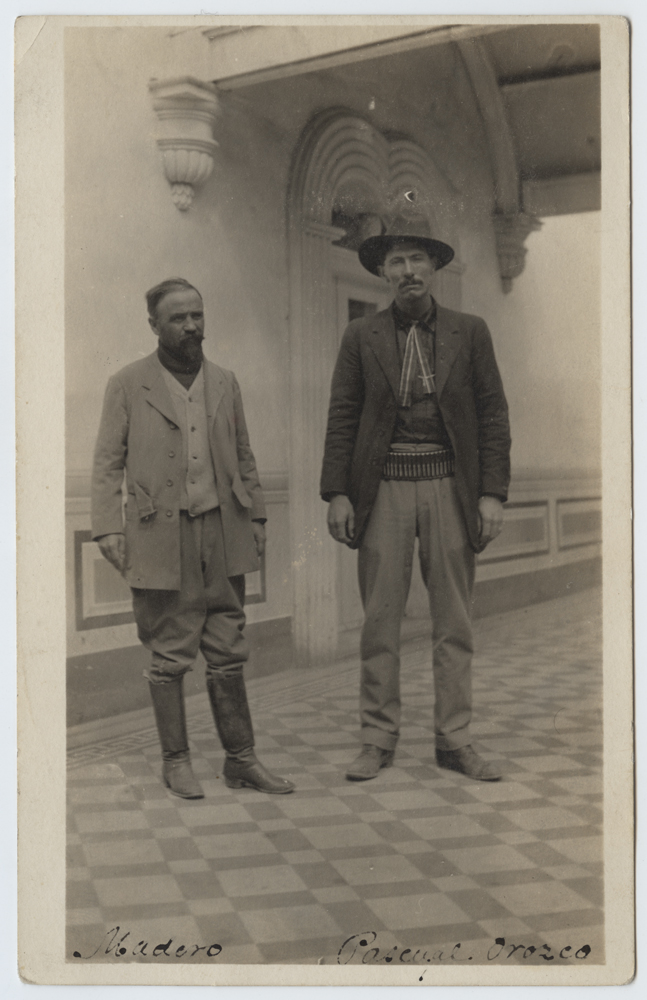
پاسکوال اوروسکو و فرانسیسکو مادرو

در منطقه کوهستانی چی‌واوا، رهبر برجسته در سال‌های ۱۱–۱۹۱۰ پاسکوال اوروسکو بود، یک جوان قدبلند، قدرتمند و کم حرف. او پس از آنکه توسط فرماندار آبراهام گونزالس برای تحقق اهداف فرانسیسکو مادرو به خدمت گرفته شده بود به سرعت به شهرت رسید. اوروزکو یک مخالف خیلی سرسخت پورفیریو دیاز نبود، بلکه حریف مرد قدرتمند محلی خواکین چاوز بود که از شرکای اصلی کریل تزاراس، خانواده صاحب قدرت اصلی در چی‌واوا، بود. یکی از اقدامات اوروسکو غارت خانه چاوز بعد از یک نبرد اولیه بود.
در ۳۱ اکتبر همان سال، اوروزکو به فرماندهی نیروهای انقلابی در شهر گوئررو منصوب شد. او نیروهای خود را به یک سری پیروزی در برابر وفاداران دیاز هدایت کرد، و تا پایان سال بیشتر کشور به دست انقلابیون افتاد. در این مرحله، اوروزکو در ایالت چی‌واوا قهرمان شد، و بیش از ۳۰٫۰۰۰ نفر در بازگشت او در خیابان‌ها صف کشیدند. مادرو وی را به سرهنگی ارتقا داد، و در مارس ۱۹۱۱ به درجه سرتیپی رسید. این ارتقاء را او بدون هیچ نوع دانش نظامی یا آموزش نظامی بدست آورد.
در ۳۱ اکتبر ۱۹۱۰ وی به عنوان Jefe revolucionario (رهبر انقلابی) کسانی که ضد انتخاب مجدد پورفیریو دیاز در منطقه گریرو بودند، انتخاب شد. یک هفته پس از آغاز جنگ، او اولین پیروزی خود را در برابر ژنرال خوان ناوارو بدست آورد. پس از کمین کردن نیروهای فدرال در کانون دل مال پاسو در ۲ ژانویه ۱۹۱۱، او دستور داد لباس سربازان مرده را از تن درآورند و لباس را با یادداشتی برای رئیس‌جمهور دیاز فرستادند "Ahí te van las hojas, mándame más tamales". («اینجا لفافه هست، آدم‌های بیشتری برای من بفرست.»)